# Principato di Pavia
Il Principato di Pavia fu una storica ripartizione territoriale della Lombardia, precursore dell'odierna Provincia di Pavia.

## Storia
In età romana, il territorio del municipium di Ticinum (l'antica Pavia) non si spingeva a sud del Po e comprendeva sia il Pavese sia gran parte dell'attuale Lomellina, confini che furono poi ripresi, almeno dall'alto medioevo, dalla diocesi di Pavia. Verosimilmente, intorno all'VIII secolo, alcune comunità dell'Oltrepò, quali Arena Po, Montù Beccaria, Montalto Pavese, Mornico Losana e Portalbera entrarono a far parte del distretto di Pavia, allora capitale del regno longobardo. Inoltre, tra l'VIII e il XI secolo, diversi importanti enti ecclesiastici pavesi di fondazione regia, quali i monasteri di San Pietro in Ciel d'Oro, Santa Maria Teodote e San Felice, ampliarono i loro possessi in Oltrepò, favorendo così espansionismo pavese a sud del Po.
in età carolingia il territorio di Pavia fu diviso tra comitato di Pavia, capitale del regno d'Italia, e comitato di Lomello, poi riunificati nel X secolo. Nel XII secolo Pavia, rimasta fedelmente ghibellina, ottenne, grazie al diploma rilasciato dall'imperatore Federico I l'8 agosto del 1164, il controllo di gran parte dell'attuale Oltrepò e ulteriori ampliamenti territoriali nel Pavese e in Lomellina. I successivi diplomi concessi dagli imperatori Enrico VI nel 1191 e Federico II nel 1219, 1220 e 1232, estesero l'area controllata da Pavia a nuove località nella fascia collinare, in Lomellina e nella pianura tra Pavia e Milano, mentre altri insediamenti, come Robbio, vennero conquistati dai Pavesi nel 1202 durante una guerra contro Vercelli.
Pavia (nel XIV retta dai Beccaria) fu oggetto delle mire viscontee per lungo tempo, e con Galeazzo II Visconti gli attacchi si fecero fortemente risoluti tanto che dopo un fallito assedio nel 1356, la città cadde definitivamente con un secondo assedio nel 1359.
L’importanza e il prestigio del centro urbano, antica capitale del regno longobardo e del regno d'Italia, fece si che dopo la conquista, Galeazzo II Visconti decise di trasferire la propria residenza e la sua corte da Milano a Pavia, nel castello Visconteo. Successivamente, il figlio Gian Galeazzo Visconti, che continuava a risidere a Pavia, nel 1395 ottenne dall'imperatore Venceslao il titolo di duca di Milano, seguito, nel 1396, da un secondo diploma con il quale veniva legittimato un sistema successorio basato sulla primogenitura maschile e Pavia era elevata a Contea, lasciando così all'erede al trono, il titolo di conte di Pavia. Nello stesso diploma veniva anche descritto lo stemma della nuova conteaː uno scudo bipartito con a sinistra il biscione visconteo e a destra tre aquile imperiali sovrapposte. Nello stesso anno, Gian Galeazzo, ricalcando le incoronazioni regie altomedievali, si fece intronizzare conte di Pavia nella basilica di San Michele Maggiore. La duplice sede della corte tra Milano e Pavia, attribuiva a quest’ultima un ruolo distinto, una identità forte e prestigiosa all’interno del dominio e rispetto alle altre città, a scapito della centralità milanese.
Il 12 giugno del 1499 la contea, passata con Milano agli Sforza, ebbe dall'imperatore Massimiliano la qualifica di Principato, che lo poneva al secondo posto dopo il Milanese tra le province sforzesche. Il titolo di principe di Pavia sostituiva così quello di conte di Pavia che, dal 1396, era riservato all'erede al trono nel ducato di Milano. Nel 1535 passò con Milano alla Spagna. Nel 1564 il governo spagnolo, riconosciuta l'iniquità dei privilegi fiscali dei cittadini pavesi rispetto ai rurali, promosse la costituzione di congregazioni con la finalità principale di distribuire equamente tra le comunità il carico fiscale. Le congregazioni ebbero più in generale funzioni di coordinamento amministrativo e rappresentanza delle istanze locali di fronte al potere centrale. Non erano elette direttamente dalla popolazione, ma formate dai rappresentanti dei comuni principali; erano quattro, una per ognuna delle zone in cui era diviso il Principato; al di sopra si poneva la Congregazione generale del Principato, formata da 21 rappresentanti (7 per l'Oltrepò, 7 per la Lomellina, 4 per la Campagna Sottana e 3 per la Campagna Soprana), da cui era eletta una giunta formata da cinque sindaci, i quattro a capo delle congregazioni locali e il Sindaco generale. Nel secolo XVII la congregazione della Lomellina si staccò da quella generale del Principato; quest'ultima ebbe 24 delegati (12 per l'Oltrepò e 6 per ciascuna delle Campagne pavesi), e altrettanti ne ebbe la Congregazione della Lomellina.
Il Principato di Pavia non aveva esattamente la stessa estensione dell'attuale Provincia.  Comprendeva le seguenti zone:
- la città di Pavia;
- il Parco Vecchio, situato a nord della città, cinto da mura e comprendente la parte originaria dell'antico parco Visconteo;
- il Parco Nuovo, tra il Parco Vecchio e la Certosa;
- il Vicariato di Settimo, cuneo del territorio milanese tra la Campagna Soprana e Sottana e il Parco Nuovo, amministrato da Pavia, comprendente Bornasco e Zeccone;
- la Campagna Soprana, a nordovest dei territori precedenti, fino al Ticino;
- la Campagna Sottana, a sudest dei medesimi, fino al Po;
- l'Oltrepò, che a sud giungeva fino a una linea comprendente Rivanazzano, Torrazza Coste, Montalto Pavese, Rocca de' Giorgi e Canevino, e isolati a sud di tale linea Montesegale, Torre degli Alberi e Pizzocorno; inoltre comprendeva a nord del Po il Siccomario e Mezzana Bigli, e infine Sale, Piovera e Guazzora (attualmente in provincia di Alessandria);
- aggregate al territorio pavese, le giurisdizioni situate a sud dell'Oltrepò nella Contea di Bobbio: Fortunago, Godiasco, Varzi, Cecima, Cella, Pregola, Zavattarello, e infine Trebecco e Bobbio (ora in provincia di Piacenza);
- la Lomellina, cioè la zona tra Po e Ticino a ovest del Siccomario, che comprendeva anche Bastida Pancarana a sud del Po, e inoltre Valenza e Bassignana (attualmente in provincia di Alessandria).

Non comprendeva invece 
- la provincia del Vigevanasco, formata da due gruppi di paesi attorno a Vigevano e Robbio;
- il territorio di Landriano, Bascapè e Torrevecchia Pia, e quello di Vidigulfo e Siziano, appartenenti al milanese (Vicariato di Binasco e Pieve di San Giuliano); essi furono uniti al territorio pavese nel 1786;
- la signoria di Bagnaria, feudo imperiale;Stendardo del Principato di Pavia ai tempi Massimiliano Sforza (1512- 1515)

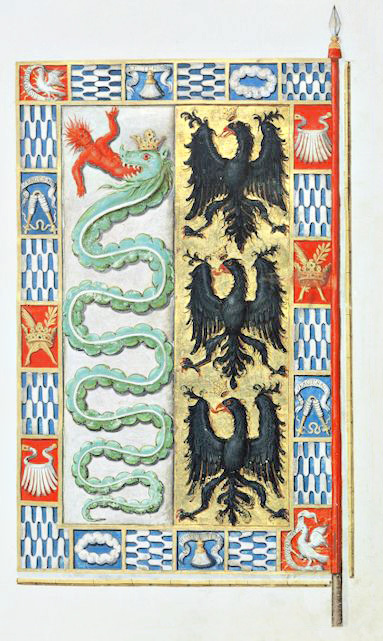
Stendardo del Principato di Pavia ai tempi Massimiliano Sforza (1512- 1515)

- Monticelli Pavese, nel ducato di Piacenza.

Nel XVIII secolo avvenne lo smembramento del territorio pavese: nel 1707 la Lomellina, e nel 1744 l'Oltrepò con il Siccomario furono annessi al Piemonte, cui fu ceduto anche il Vigevanasco. La Lomellina, il Vigevanasco e l'Oltrepò Pavese divennero province piemontesi con capoluoghi rispettivamente Mortara, Vigevano, Voghera e Bobbio. La provincia di Lomellina aveva però perso Valenza, Bassignana e cinque piccole terre lungo il Tanaro, unite ad Alessandria. A Pavia rimase un piccolo territorio, appartenente alla Lombardia austriaca, col nome di Principato prima e di Provincia dal 1786. Nel periodo napoleonico (1797 - 1814) l'unione del territorio pavese non venne ripristinata. È significativo come, essendo stato richiesto agli abitanti dell'Oltrepò con un referendum a quale territorio volessero essere uniti, e avendo essi risposto che volevano tornare con Pavia, la loro volontà sia stata semplicemente ignorata dal governo francese. La divisione pertanto continuò: Pavia con le Campagne fu annessa al Dipartimento d'Olona, la Lomellina e il Siccomario al Dipartimento dell'Agogna, che furono parte della Repubblica Italiana e del Regno d'Italia; l'Oltrepò, aggregato prima al Dipartimento di Marengo (Alessandria) e poi al Dipartimento di Genova, fece parte della Repubblica e poi Impero Francese. I confini furono rettificati, e fatti coincidere con linee naturali (in particolar modo il Po divenne confine di Stato: così l'Oltrepò perse Mezzana Bigli ma acquistò Bastida Pancarana).